# Cranioleuca muelleri
El curutié escamoso (Cranioleuca muelleri) es una especie de ave paseriforme de la familia Furnariidae perteneciente al numeroso género Cranioleuca. Es endémica del oriente de la cuenca amazónica en Brasil.

## Distribución y hábitat
Se encuentra únicamente a lo largo del bajo río Amazonas, en Brasil, desde el extremo oriental del estado de Amazonas hacia el este hasta el sur de Amapá y la isla Mexiana, en el archipiélago de Marajó, en la desembocadura del Amazonas.
Esta especie es considerada poco común y local en su hábitat natural: los bosques de várzea, por debajo de los 150 m de altitud.

## Estado de conservación
El curutié escamoso ha sido calificado como amenazado de extinción por la Unión Internacional para la Conservación de la Naturaleza (IUCN) debido a la sospecha de que su población, todavía no cuantificada, y con base en modelos de deforestación de la cuenca amazónica, se encuentre en rápida decadencia a lo largo de las tres próximas generaciones.

## Sistemática

### Descripción original
La especie C. muelleri fue descrita por primera vez por el ornitólogo austríaco Carl Eduard Hellmayr en 1911 bajo el nombre científico Siptornis mülleri; la localidad tipo es: «Fazenda Nazareth, isla Mexiana, Brasil».

### Etimología
El nombre genérico femenino «Cranioleuca» se compone de las palabras del griego «κρανιον kranion»: cráneo, cabeza, y «λευκος leukos»: blanco, en referencia a la corona blanca de la especie tipo: Cranioleuca albiceps; y el nombre de la especie «muelleri», conmemora al herpetólogo y colector alemán Lorenz Müller (1868-1953).

### Taxonomía
Los datos filogenéticos indican que esta especie forma parte de un grupo integrado por Thripophaga berlepschi, Cranioleuca vulpina y C. dissita, hermanado con  C. vulpecula. Es monotípica.